# Fessor Leonard
Fessor Leonard (Columbus, 19 giugno 1953 – Canobbio, 20 febbraio 1978) è stato un cestista statunitense.

## Carriera
Viene selezionato dai Washington Bullets al quarto giro del Draft NBA 1975 (71ª scelta assoluta).
Disputa due stagioni - 1975-76 e 1976-77 - a Bologna, sponda Fortitudo (allora sponsorizzata Alco), prima di trasferirsi alla Federale Lugano.
Lunedì 20 febbraio 1978 il suo corpo, privo di vita, viene rinvenuto da un vicino, nonché compagno di squadra, nel suo appartamento a Canobbio, vicino a Lugano. Il corpo era disteso sul materasso, adagiato sul pavimento (essendo alto 213 cm, Leonard quasi mai riusciva a trovare reti in grado di ospitarlo). La stampa parlò subito di suicidio, ma in realtà Fessor Leonard morì intossicato dal monossido sprigionato da un mozzicone di sigaretta spento malamente e gettato nel cestino della carta. Le porte e finestre erano chiuse perché era inverno; l'autopsia rivelò che non vi erano tracce di droga nel sangue.
Leonard, giocatore di grandi qualità atletiche e tecniche, era afflitto da  una personalità fragile e instabile. Durante le festività natalizie del 1977 venne accusato dalla polizia svizzera di aver aggredito un'anziana signora a Lugano. Nonostante la donna non avesse mai sporto denuncia, Leonard aveva passato la vigilia di Natale in prigione.